# Station Horrem
Station Horrem (Duits: Bahnhof Horrem), is een station in het stadsdeel Horrem van de plaats Kerpen in de Duitse deelstaat Noordrijn-Westfalen. Het station ligt aan de lijnen Aken – Keulen en Horrem – Neuss, deels gecombineerd met de treinen op de Spoorlijn Mödrath - Rommerskirchen.
Het station is rond het jaar 2014 ingrijpend gerenoveerd. Sedertdien ligt ten zuidwesten van het nieuwe stationsgebouw een groot busstation. Ook is er een zogenaamd Radstation, een voor Duitsland typische voorziening, die bestaat uit een goed geoutilleerde fietsenstalling, een fietsenverhuur en een werkplaats van een fietsenmaker. Het nieuwe station werd grotendeels van duurzame energievoorzieningen, zoals zonnepanelen en een installatie ter winning van aardwarmte, voorzien. Precies onder het station loopt een kleine breuk in de aardkorst, zodat bij de bouw rekening moest worden gehouden met aardbevingen met een magnitude tot ongeveer 4 op de Schaal van Richter.  Zie verder de Duitse Wikipedia-pagina over dit station.
Eén van beide, in onderstaande tabel vermelde, lijnnummers S12 /S 13, of wellicht beide, zou(den) in 2019 of 2020 zijn vernummerd tot S19. Hierover ingewonnen informatie is onduidelijk, want de bronnen zijn met elkaar in tegenspraak. De website van de Deutsche Bahn noemde de lijn op 27 april 2021 S19.

## Treinverbindingen
| Serie      | Treinsoort                          | Route | Bijzonderheden                                                                                          |
| ---------- | ----------------------------------- | --- | --- |
| RE 1 (RRX) | Regional-Express (National Express) | Aachen Hbf – Stolberg (Rheinl) Hbf – Eschweiler Hbf – Düren – Horrem – Köln Hbf – Düsseldorf Hbf – Duisburg Hbf – Essen Hbf – Dortmund Hbf – Hamm (Westf) | NRW-Express                                                                                             |
| RE 9       | Regional-Express (DB Regio NRW)     | Aachen Hbf – Stolberg (Rheinl) Hbf – Eschweiler Hbf – Düren – Horrem – Köln Hbf – Siegburg/Bonn – Hennef (Sieg) – Eitorf – Siegen                         | Rhein-Sieg-Express                                                                                      |
| RB 38      | Regionalbahn (DB Regio NRW)         | Köln Messe/Deutz – Köln Hbf – Horrem – Quadrath-Ichendorf – Bergheim (Erft) – Bedburg (Erft)                                                              | Erft-Bahn                                                                                               |
| S 12       | S-Bahn (DB Regio NRW)               | Horrem – Köln-Ehrenfeld – Köln Hbf – Porz-Wahn – Troisdorf – Siegburg/Bonn – Hennef (Sieg) – Eitorf – Au (Sieg)                                           | Dienstregeling S12 geldig vanaf 10-12-2023                                                              |
| S 19       | S-Bahn (DB Regio NRW)               | (Aachen Hbf – ) Düren – Horrem – Köln-Ehrenfeld – Köln Hbf – Köln/Bonn Luchthaven – Troisdorf – Siegburg/Bonn – Hennef (Sieg) – Eitorf – Au (Sieg)        | Rijdt alleen twee keer per nacht tussen Aachen Hbf en Düren. Dienstregeling S19 geldig vanaf 10-12-2023 |

0.0: Köln Hbf ·
0.8: Köln Hansaring ·
3.7: Köln-Ehrenfeld ·
5.9: Köln-Müngersdorf Technologiepark ·
9.7: Lövenich ·
11.1: Köln-Weiden West ·
13.8: Frechen-Königsdorf ·
18.7: Horrem ·
21.4: Sindorf ·
30.3: Buir ·
35.0: Merzenich ·
39.2: Düren ·
48.9: Langerwehe ·
56.9: Eschweiler Hbf ·
60.3: Stolberg (Rheinl) Hbf ·
64.9: Eilendorf ·
68.2: Aachen-Rothe Erde ·
70.2: Aachen Hbf
Düren ·
Merzenich ·
Buir ·
Sindorf ·
Horrem ·
Frechen-Königsdorf ·
Köln-Weiden West ·
Köln-Lövenich ·
Köln-Müngersdorf Technologiepark ·
Köln-Ehrenfeld ·
Köln Hansaring ·
Köln Hbf ·
Köln Messe/Deutz ·
Köln Trimbornstr ·
Köln Airport Businesspark ·
Köln Steinstraße ·
Porz (Rhein) ·
Porz-Wahn ·
Spich ·
Troisdorf ·
Siegburg/Bonn ·
Hennef (Sieg) ·
Hennef im Siegbogen ·
Blankenberg (Sieg) ·
Merten (Sieg) ·
Eitorf ·
Herchen ·
Dattenfeld ·
Schladern (Sieg) ·
Rosbach (Sieg) ·
Au (Sieg)